# 老夫子之小水虎傳奇
《老夫子之小水虎傳奇》是2011年1月27日上映的動畫電影。根據漫畫版《老夫子》所改編，由王澤和福富博所執導，由蕭亞軒、蔡康永等人主演。片尾曲DiDiDa由郭書瑤主唱。

## 劇情
老夫子、大番薯、秦先生三人前往「水立方嬉水樂園」工作，此時主管海底世界的四海龍王們正在開會討論日益嚴重的海洋污染問題。建議殲滅汙染海洋的人類的北海龍王獲得壓倒性支持，人類的命運岌岌可危。
為了肩負保衛地球的重責大任，老夫子、大番薯和秦先生無意見碰上拯救地球的關鍵「小水虎」，對抗背後的幕後黑手─「火爆王」，一同聯手解救人類危機而展開一段趣味無窮的冒險。

## 配音

### 國語配音男主角
- 北海龍王：蔡康永

### 國語配音女主角
- 陳小姐：蕭亞軒

#### 國語配音
- 老夫子：李香生
- 大番薯：符爽
- 秦先生：曹冀魯
- 南海龍王：康殿宏
- 火爆王：林谷珍
- 小水虎：雷碧文
- 腔棘魚：孫中台
- 鋸齒鯊魚：陳彥鈞
- 魔鬼魚：林士程
- 水亮亮：謝佼娟
- 冰棒棒：劉如蘋

##### 國語特邀配音
- 氣泡泡：郭書瑤
- 東海龍王：阿Ken
- 西海龍王：納豆

### 粵語配音
- 老夫子：李忠強
- 大番薯：黃文偉
- 秦先生：高翰文
- 陳小姐：周麗淇
- 鋸齒鯊魚：Ming@Wildchild
- 魔鬼魚：Chris@Wildchild
- 北海龍王：Jim@Wildchild
- 東海龍王：Pong@Wildchild
- 西海龍王：Wilson@Wildchild
- 南海龍王：周國賢
- 火爆王：Siuwu@Wildchild

## 幕後人員

### 片頭工作人員表
- 老夫子控股公司、博美電影製作有限公司、華誼兄弟國際有限公司 出品
- 出品人：王中軍、王澤、羅傑承
- 監製：張大軍、楊庭愷、崔永昌、陳維仁、本多敏行、
- 執行製片人：蔡佳潓、王清蕙、辻淳也、青木睦希
- 製片人：陳維仁、陳志昴
- 故事：王澤、陳維仁、謝錫賢
- 編劇：老夫子哈媒體團隊
- 特效聲音設計：杜篤之
- 攝影指導：森下成一、鎌田克明
- 美術總監：王澤、鈴木信一、增田敏彦
- 美術背景：荒井和浩
- 動畫導演：前園文夫
- 總製片人：王中磊
- 導演：王澤、福富博

### 片尾工作人員表
- 原畫製作公司：株式會社愛可樂動物
- 原畫製作：、鳥居愛豬、松尾裕子、辻佳宏、一川孝久、興村忠美、宗崎暢芳、川添博基、山科和佳菜、今村麻美、崎山知明、和田伸一、寺井佳史、松下清志、佐藤直人、三船智帆、加藤綾、山本勉、近藤優次、松本朋之、大田和範、薄谷棠之、華房泰堂、阿部航、松田芳明、柿木直子、小柳信行、萩原省智、服部一郎、石之博和、中村桃子、井上咲、田中Michel、田村千佳、秦知世、中村奈央、安倍麻衣子
- 動畫檢查：高橋千晴
- 動畫公司：林株式會社/輔利數碼科技有限公司
- 動畫製作：翁勤學、虞漢明、陳仕清、嶽明鋒、黃風、周佃剛、馬炯、陳燕、田媛媛、黃用磊、徐明、吳仕平、季峰、馬海英、曾文敏、陳麗麗、廖鑫、鄭登晏、範以壘、鐘永青、祝美娣、楊蘋、黃莉玲、鈕春紅、鄭四華、張國芸、楊晶、劉孝琴、鄭賢群、周斌、季風琴、何木英、包愛廣、孫冠龍、吉俄亭、木原讓、奥村友紀、中原政美
- 美術背景公司：Studio 譽
- 美術背景：石井竜生、浜谷友里、荒井梨香子
- 色彩設計：今泉弘美
- 美術製作：王湘、柴田恭子、楊維杰、王慈聰、黃琦菌、徐正翰
- 攝製公司：有限會社 Studio Twinkle
- 攝影：青木孝司、藤田智史、菊池達也、小西庸平、堀野大輔、田中博章、高木沙織、小俣美季
- 剪接室：有限會社瀬山編集室
- 剪接：瀬山武司、松原理惠、角川桂子、
- 現像所：株式會社東京現像所
- 現像：金高明宏
- 老夫子哈媒體行政統籌：邱秀堂、白坤成、楊豔萍、趙大明、楊榮窨、林純因
- 音效錄音室：聲色盒子有限公司
- 音樂製作：艾摩新有限公司
- 音樂：曾世詩、黃昊威、趙明慧、金大爲
- 國語聲音導演：于正昇
- 粵語聲音製作機構：萬域文化傳播有限公司
- 配音導演．謝月美
- 收音師．劉珈、梁俊勇
- 片名LOGO設計：Acorn Design Ltd.
- 華誼兄弟傳媒股份有限公司行政人員
  - 後期製作統籌．姜朋
  - 後期製作助理．李樹峰、茲蘭
  - 財務統籌．婁睿
  - 發行統籌．楊敏
  - 發行助理．王學麗、楊曆帙
  - 行銷宣傳統籌．楊
  - 行銷統籌．吳佳玲
  - 行銷視頻．夏菀儀、王璿、楊洋
  - 宣傳統籌．朱墨
  - 宣傳公關統籌．孫奡
- 特別銘謝：種子音樂（SEED）
- 台灣發行：老夫子哈媒體股份有限公司
- 國際發行：華誼兄弟國際有限公司
- 本片著作權由 華誼兄弟傳媒股份有限公司、老夫子控股公司、博美電影製作有限公司 享有
- 底片拷貝洗印加工單位：臺北影業股份有限公司
- DOLBY DIGITAL
- 聯合出品：老夫子控股公司、博美電影製作有限公司、華誼兄弟國際有限公司

## 主題曲
片尾曲
《DiDiDa》
作詞．余琛懋、作曲．張簡君偉、編曲．黃冠豪、演唱．郭書瑤、製作人．小安
歌曲由種子音樂提供

## 評價
《老夫子之小水虎傳奇》的評價遠遠不及早期的老夫子動畫版，內容老套加上沒有突出的情緒和節奏，使得作品顯得有些死板。此外，雖然有本多敏行、福富博、鈴木信一等日本動畫製作人參與，然而完全沒有之前作品嚴謹的品質把空。